# Aanslag in Saint-Quentin-Fallavier op 26 juni 2015
Op 26 juni 2015 was er een terroristische aanslag op een gasfabriek in de Zuid-Franse stad Saint-Quentin-Fallavier, gelegen tussen Lyon en Grenoble. Bij de aanslag viel één dode.
Rond tien uur 's ochtends ramde een man met zijn auto enkele gasflessen op het terrein van Air Products, gelegen bij het industrieterrein van Saint-Quentin-Fallavier. Deze kwamen tot ontploffing en er vielen hierbij twee lichtgewonden. Zijn werkgever, de 54-jarige Hervé Cornara uit het naburig dorp Chassieu, had hij reeds vermoord en onthoofd. Het hoofd liet hij, tezamen met enkele vlaggen met Arabische teksten, achter op het hek van het bedrijf.
De dader, de 35-jarige Yassin Salhi, werd snel gearresteerd. Hij was geboren in Pontarlier en woonde ten tijde van de aanslag in Saint-Priest. Hij had geen crimineel verleden, maar werd tussen 2006 en 2008 wel door de politie gevolgd wegens mogelijke radicalisering. Ook zou hij banden hebben met het salafisme. Later op de dag werden nog twee mogelijke medeplichtigen gearresteerd: de echtgenote van de dader en een man die enkele uren voordien verschillende malen voorbij de fabriek reed.
Dit was de derde dodelijke aanslag in Frankrijk in een half jaar, na de aanslag op Charlie Hebdo en die op de Joodse supermarkt in januari 2015. Het was ook de eerste keer dat er in Frankrijk iemand werd onthoofd als onderdeel van een terroristische aanslag. Het geval deed denken aan de praktijken van IS. Op dezelfde dag vonden de aanslag in Sousse en de aanslag op een moskee in Koeweit plaats. Het is tot dusver echter niet aangetoond dat er een verband bestaat tussen deze verschillende aanslagen en/of dat Salhi banden met IS had. Op 22 december 2015 heeft Salhi in de gevangenis zelfmoord gepleegd.